# Temporada do Sport Club Corinthians Paulista de 2025
O Sport Club Corinthians Paulista em 2025 disputará a Série A1 do Campeonato Paulista, a Copa Libertadores da América, a Copa Sul-Americana, a Copa do Brasil e a Série A do Campeonato Brasileiro de Futebol de 2025. Será a 116.ª temporada da história do clube no futebol masculino. O Corinthians iniciou a temporada sob o comando técnico de Ramón Díaz que chegou ao clube em julho de 2024 e que foi demitido em 18 de abril de 2025.
A estreia na temporada foi contra a equipe do Red Bull Bragantino, no estádio Nabi Abi Chedid, em Bragança Paulista, em partida válida pela primeira rodada da fase de grupos do Campeonato Paulista, ocasião na qual o Corinthians saiu vitorioso pelo placar de 2 a 1. A estreia na Neo Química Arena ocorreu na rodada seguinte, na vitória por 2 a 1 contra o Velo Clube, no dia 19 de janeiro. No dia 27 de março, o Corinthians sagrou-se campeão paulista pela 31.ª vez na sua história, encerrando um período de quase seis anos sem títulos - o maior jejum do clube desde 1977.
Até o momento o time marcou um total de 51 vezes e concedeu 40 gols em 40 jogos disputados consistindo em vinte e uma vitórias, onze empates e oito derrotas. O artilheiro da temporada é o atacante Yuri Alberto com 13 gols marcados. Disciplinarmente teve seus atletas advertidos com cartões amarelos 104 vezes e o clube recebeu cartões vermelhos por seis vezes.
Em 26 de maio de 2025, o Conselho Deliberativo do clube decidiu afastar Augusto Melo do cargo de presidente, enquanto respondia a um processo de impeachment.  Em 9 de agosto do mesmo ano, por 1413 votos favoráveis e 620 contrários, os associados do clube aprovaram o impeachment de Augusto Melo, em assembleia geral extraordinária ocorrida no Parque São Jorge. Com isso, o cartola perde o cargo de presidente em definitivo.

## Temporada

### Campeonato Paulista

#### Fase de Grupos
O Corinthians estreou na Série A1 do Campeonato Paulista de Futebol de 2025 jogando fora de casa contra o Red Bull Bragantino, no Estádio Nabi Abi Chedid, em Bragança Paulista, no dia 16 de janeiro, ocasião na qual venceu o time mandante pelo placar de 2 a 1. O clube fez a sua estreia na Neo Química Arena na rodada seguinte, contra o Velo Clube, no dia 19 de janeiro, na qual repetiu o resultado da estreia. Nos jogos seguintes, venceu o Água Santa por 2 a 1, perdeu do São Paulo por 3 a 1, venceu a Ponte Preta por 1 a 0, venceu o Noroeste por 2 a 1, venceu o Grêmio Novorizontino por 1 a 0, empatou com o Palmeiras em 1 a 1, venceu o São Bernardo por 2 a 0, venceu o Santos por 2 a 1, empatou em 2 a 2 com a Portuguesa, e, na última rodada da fase classificatória, empatou em 2 a 2 com o Guarani.
O Corinthians se classificou para as Fases Finais do campeonato na primeira colocação de seu grupo, assim como da classificação geral da competição, com 27 pontos obtidos em oito vitórias e três empates, o que garante a vantagem de decidir em casa o jogo eliminatório das quartas-de-final contra o Mirassol e, caso passe pela equipe mirassolense, também a partida da semifinal.
| R.  | 1 | 2 | 3 | 4 | 5  | 6  | 11 | 7  | 8  | 9  | 10 | 12 |
| --- | - | - | - | - | -- | -- | -- | -- | -- | -- | -- | -- |
| M.  | F | C | C | F | F  | C  | F  | F  | C  | C  | F  | C  |
| R.  | V | V | V | D | V  | V  | V  | E  | V  | V  | E  | E  |
| P.  | 3 | 6 | 9 | 9 | 12 | 15 | 18 | 19 | 22 | 25 | 26 | 27 |
| CG. | 1 | 1 | 1 | 2 | 2  | 2  | 1  | 1  | 1  | 1  | 1  | 1  |
| CC. | 5 | 2 | 1 | 3 | 3  | 3  | 1  | 1  | 1  | 1  | 1  | 1  |

| Zona de classificação para a Fase Final Zona de rebaixamento à Série A2 de 2026 |

#### Fase Final
O Corinthians se classificou antecipadamente para a Fase Final do Campeonato Paulista no dia 9 de fevereiro, na vitória por 2 a 0 contra o São Bernardo. Enfrentou o Mirassol na Neo Química Arena, no dia 2 de março, pelas quartas-de-final e venceu a partida por 2 a 0. Em 9 de março, jogou em casa a partida única da semifinal contra o Santos e venceu o jogo por 2 a 1, garantiu vaga na final da competição e, como time de melhor campanha, decidirá o segundo jogo das finais em casa.
Em 16 de março, jogou no Allianz Parque a primeira partida da final contra o Palmeiras e venceu por 1 a 0. Em 27 de março, o Corinthians consagrou-se campeão ao empatar o segundo jogo da final em 0 a 0 na Neo Química Arena e levantou o seu 31.º título paulista.

### Copa Libertadores da América

#### Segunda Fase
Por ter terminado o Campeonato Brasileiro do ano anterior na sétima colocação, o Corinthians estreou na Segunda Fase da Copa Libertadores da América de 2025 contra o Universidad Central da Venezuela, no dia 19 de fevereiro, e empatou por 1 a 1. O confronto foi decidido na Neo Química Arena, no dia 26 de fevereiro, com a vitória do Corinthians sobre a equipe venezuelana por 3 a 2.

#### Terceira Fase
Na terceira fase o Corinthians enfrentou o Barcelona de Guayaquil e no primeiro jogo do confronto, realizado no Equador, a equipe mandante venceu a partida por 3 a 0. No jogo de volta, em São Paulo, no dia 12 de março, o resultado de 2 a 0 para o Corinthians não foi o suficiente para garantir a vaga para a próxima fase da Libertadores e a equipe paulista acabou eliminada da competição.

### Copa Sul-Americana

#### Fase de Grupos
Após a eliminação do Corinthians para o Barcelona de Guayaquil na terceira fase da Copa Libertadores, a equipe paulista disputará a Copa Sul-Americana a partir da Fase de Grupos. Estreou jogando contra o Huracán na Neo Química Arena, no dia 2 de abril, enfrentando, em seguida, o América de Cali e o Racing Club de Montevideo. Depois disso, enfrentou novamente essas mesmas equipes, porém com o mando de campo invertido. O Corinthians acabou eliminado da competição ao alcançar a terceira colocação do Grupo C empatado em 8 pontos com o América de Cali, mas com saldo de gols menor.
| R.  | 1 | 2 | 3 | 4 | 5 | 6 |
| --- | - | - | - | - | - | - |
| M.  | C | F | C | C | F | F |
| R.  | D | E | V | E | V | D |
| P.  | 0 | 1 | 4 | 5 | 8 | 8 |
| CG. | 3 | 3 | 3 | 3 | 2 | 3 |

| Classificação para as Oitavas-de-final Play-off contra os terceiros colocados da fase de grupos da Copa Libertadores da América de 2025 |

### Copa do Brasil
O Corinthians se classificou para a Copa do Brasil de 2025 por ter terminado o Campeonato Brasileiro do ano anterior na sétima colocação. Estreará na competição na sua terceira fase.

### Campeonato Brasileiro
O Corinthians realizou a sua estreia na Série A do Campeonato Brasileiro de 2025 jogando fora de casa contra o Bahia no dia 30 de março. O campeonato deve terminar para o Corinthians no dia 21 de dezembro contra o Juventude na Neo Química Arena.
| R. | 1 | 2 | 3 | 4  | 5 | 6  | 7  | 8  | 9  | 10 | 11 | 12 | 13 | 14 | 15 | 16 | 17 | 18 | 19 | 20 | 21 | 22 | 23 | 24 | 25 | 26 | 27 | 28 | 29 | 30 | 31 | 32 | 33 | 34 | 35 | 36 | 37 | 38 |
| -- | - | - | - | -- | - | -- | -- | -- | -- | -- | -- | -- | -- | -- | -- | -- | -- | -- | -- | -- | -- | -- | -- | -- | -- | -- | -- | -- | -- | -- | -- | -- | -- | -- | -- | -- | -- | -- |
| M. | F | C | F | C  | C | F  | C  | F  | C  | F  | C  | F  | C  | F  | F  | C  | F  | C  | F  | C  | F  | C  | F  | F  | C  | F  | C  | F  | C  | F  | C  | F  | C  | C  | F  | C  | F  | C  |
| R. | E | V | D | D  | V | D  | V  | D  | V  | E  | E  | E  | PD | PD | PD | PD | PD | PD | PD | PD | PD | PD | PD | PD | PD | PD | PD | PD | PD | PD | PD | PD | PD | PD | PD | PD | PD | PD |
| P. | 1 | 4 | 4 | 4  | 7 | 7  | 10 | 10 | 13 | 14 | 15 | 16 | —  | —  | —  | —  | —  | —  | —  | —  | —  | —  | —  | —  | —  | —  | —  | —  | —  | —  | —  | —  | —  | —  | —  | —  | —  | —  |
| C. | 8 | 2 | 9 | 14 | 6 | 12 | 8  | 10 | 8  | 8  | 11 | 10 | —  | —  | —  | —  | —  | —  | —  | —  | —  | —  | —  | —  | —  | —  | —  | —  | —  | —  | —  | —  | —  | —  | —  | —  | —  | —  |

| Líder e fase de grupos da Copa Libertadores de 2026 Fase de grupos da Copa Libertadores de 2026 Segunda fase da Copa Libertadores de 2026 Fase de grupos da Copa Sul-Americana de 2026 Zona de rebaixamento à Série B de 2026 |

## Partidas
| Vitórias | Empates | Derrotas |

| N. | Data            | Mandante                     | Placar | Visitante                    | Estádio                                                            | Campeonato                   | S      |    | V  | E | D |
| -- | --------------- | ---------------------------- | ------ | ---------------------------- | ------------------------------------------------------------------ | ---------------------------- | ------ | -- | -- | - | - |
| 1  | 16 de janeiro   | Red Bull Bragantino          | 1–2    | Corinthians                  | Nabi Abi Chedid                                                    | Campeonato Paulista          | [ 41 ] | 1  | 0  | 0 |   |
| 2  | 19 de janeiro   | Corinthians                  | 2–1    | Velo Clube                   | Neo Química Arena                                                  | Campeonato Paulista          | [ 42 ] | 2  | 0  | 0 |   |
| 3  | 22 de janeiro   | Corinthians                  | 2–1    | Água Santa                   | Neo Química Arena                                                  | Campeonato Paulista          | [ 43 ] | 3  | 0  | 0 |   |
| 4  | 26 de janeiro   | São Paulo                    | 3–1    | Corinthians                  | Cícero Pompeu de Toledo (MorumBIS)                                 | Campeonato Paulista          | [ 44 ] | 3  | 0  | 1 |   |
| 5  | 29 de janeiro   | Ponte Preta                  | 0–1    | Corinthians                  | Moisés Lucarelli (Majestoso)                                       | Campeonato Paulista          | [ 45 ] | 4  | 0  | 1 |   |
| 6  | 1 de fevereiro  | Corinthians                  | 2–1    | Noroeste                     | Neo Química Arena                                                  | Campeonato Paulista          | [ 46 ] | 5  | 0  | 1 |   |
| 7  | 3 de fevereiro  | Novorizontino                | 0–1    | Corinthians                  | Doutor Jorge Ismael de Biasi (Jorjão)                              | Campeonato Paulista          | [ 47 ] | 6  | 0  | 1 |   |
| 8  | 6 de fevereiro  | Palmeiras                    | 1–1    | Corinthians                  | Allianz Parque                                                     | Campeonato Paulista          | [ 48 ] | 6  | 1  | 1 |   |
| 9  | 9 de fevereiro  | Corinthians                  | 2–0    | São Bernardo                 | Neo Química Arena                                                  | Campeonato Paulista          | [ 49 ] | 7  | 1  | 1 |   |
| 10 | 12 de fevereiro | Corinthians                  | 2–1    | Santos                       | Neo Química Arena                                                  | Campeonato Paulista          | [ 50 ] | 8  | 1  | 1 |   |
| 11 | 15 de fevereiro | Portuguesa                   | 2–2    | Corinthians                  | Municipal Paulo Machado de Carvalho (Mercado Livre Arena Pacaembu) | Campeonato Paulista          | [ 51 ] | 8  | 2  | 1 |   |
| 12 | 19 de fevereiro | Universidad Central (VEN)    | 1–1    | Corinthians                  | Olímpico de la Universidad Central de Venezuela                    | Copa Libertadores da América | [ 52 ] | 8  | 3  | 1 |   |
| 13 | 23 de fevereiro | Corinthians                  | 2–2    | Guarani                      | Neo Química Arena                                                  | Campeonato Paulista          | [ 53 ] | 8  | 4  | 1 |   |
| 14 | 26 de fevereiro | Corinthians                  | 3–2    | Universidad Central (VEN)    | Neo Química Arena                                                  | Copa Libertadores da América | [ 54 ] | 9  | 4  | 1 |   |
| 15 | 2 de março      | Corinthians                  | 2–0    | Mirassol                     | Neo Química Arena                                                  | Campeonato Paulista          | [ 55 ] | 10 | 4  | 1 |   |
| 16 | 5 de março      | Barcelona de Guayaquil (EQU) | 3–0    | Corinthians                  | Monumental Isidro Romero Carbo (Monumental de Barcelona)           | Copa Libertadores da América | [ 56 ] | 10 | 4  | 2 |   |
| 17 | 9 de março      | Corinthians                  | 2–1    | Santos                       | Neo Química Arena                                                  | Campeonato Paulista          | [ 57 ] | 11 | 4  | 2 |   |
| 18 | 12 de março     | Corinthians                  | 2–0    | Barcelona de Guayaquil (EQU) | Neo Química Arena                                                  | Copa Libertadores da América | [ 58 ] | 12 | 4  | 2 |   |
| 19 | 16 de março     | Palmeiras                    | 0–1    | Corinthians                  | Allianz Parque                                                     | Campeonato Paulista          | [ 59 ] | 13 | 4  | 2 |   |
| 20 | 27 de março     | Corinthians                  | 0–0    | Palmeiras                    | Neo Química Arena                                                  | Campeonato Paulista          | [ 60 ] | 13 | 5  | 2 |   |
| 21 | 30 de março     | Bahia                        | 1–1    | Corinthians                  | Arena Fonte Nova (Casa de Apostas Arena Fonte Nova)                | Campeonato Brasileiro        | [ 61 ] | 13 | 6  | 2 |   |
| 22 | 2 de abril      | Corinthians                  | 1–2    | Huracán (ARG)                | Neo Química Arena                                                  | Copa Sul-Americana           | [ 62 ] | 13 | 6  | 3 |   |
| 23 | 5 de abril      | Corinthians                  | 3–0    | Vasco da Gama                | Neo Química Arena                                                  | Campeonato Brasileiro        | [ 63 ] | 14 | 6  | 3 |   |
| 24 | 8 de abril      | América de Cali (COL)        | 1–1    | Corinthians                  | Olímpico Pascual Guerrero                                          | Copa Sul-Americana           | [ 64 ] | 14 | 7  | 3 |   |
| 25 | 12 de abril     | Palmeiras                    | 2–0    | Corinthians                  | Allianz Parque                                                     | Campeonato Brasileiro        | [ 65 ] | 14 | 7  | 4 |   |
| 26 | 16 de abril     | Corinthians                  | 0–2    | Fluminense                   | Neo Química Arena                                                  | Campeonato Brasileiro        | [ 66 ] | 14 | 7  | 5 |   |
| 27 | 19 de abril     | Corinthians                  | 2–1    | Sport                        | Neo Química Arena                                                  | Campeonato Brasileiro        | [ 67 ] | 15 | 7  | 5 |   |
| 28 | 24 de abril     | Corinthians                  | 1–0    | Racing (URU)                 | Neo Química Arena                                                  | Copa Sul-Americana           | [ 68 ] | 16 | 7  | 5 |   |
| 29 | 27 de abril     | Flamengo                     | 4–0    | Corinthians                  | Jornalista Mário Filho (Maracanã)                                  | Campeonato Brasileiro        | [ 69 ] | 16 | 7  | 6 |   |
| 30 | 30 de abril     | Novorizontino                | 0–1    | Corinthians                  | Doutor Jorge Ismael de Biasi (Jorjão)                              | Copa do Brasil               | [ 70 ] | 17 | 7  | 6 |   |
| 31 | 3 de maio       | Corinthians                  | 4–2    | Internacional                | Neo Química Arena                                                  | Campeonato Brasileiro        | [ 71 ] | 18 | 7  | 6 |   |
| 32 | 6 de maio       | Corinthians                  | 1–1    | América de Cali (COL)        | Neo Química Arena                                                  | Copa Sul-Americana           | [ 72 ] | 18 | 8  | 6 |   |
| 33 | 10 de maio      | Mirassol                     | 2–1    | Corinthians                  | José Maria de Campos Maia                                          | Campeonato Brasileiro        | [ 73 ] | 18 | 8  | 7 |   |
| 34 | 15 de maio      | Racing (URU)                 | 0–1    | Corinthians                  | Parque Osvaldo Roberto                                             | Copa Sul-Americana           | [ 74 ] | 19 | 8  | 7 |   |
| 35 | 18 de maio      | Corinthians                  | 1–0    | Santos                       | Neo Química Arena                                                  | Campeonato Brasileiro        | [ 75 ] | 20 | 8  | 7 |   |
| 36 | 21 de maio      | Corinthians                  | 1–0    | Novorizontino                | Neo Química Arena                                                  | Copa do Brasil               | [ 76 ] | 21 | 8  | 7 |   |
| 37 | 24 de maio      | Atlético Mineiro             | 0–0    | Corinthians                  | Arena MRV                                                          | Campeonato Brasileiro        | [ 77 ] | 21 | 9  | 7 |   |
| 38 | 27 de maio      | Huracán (ARG)                | 1–0    | Corinthians                  | Tomás Adolfo Ducó                                                  | Copa Sul-Americana           | [ 78 ] | 21 | 9  | 8 |   |
| 39 | 1 de junho      | Corinthians                  | 0–0    | Vitória                      | Neo Química Arena                                                  | Campeonato Brasileiro        | [ 79 ] | 21 | 10 | 8 |   |
| 40 | 12 de junho     | Grêmio                       | 1–1    | Corinthians                  | Arena do Grêmio                                                    | Campeonato Brasileiro        | [ 80 ] | 21 | 11 | 8 |   |
| 41 | 13 de julho     | Corinthians                  | PD     | Red Bull Bragantino          | Neo Química Arena                                                  | Campeonato Brasileiro        | —      | —  | —  | — |   |
| 42 | 16 de julho     | Ceará                        | PD     | Corinthians                  | Governador Plácido Castelo (Arena Castelão)                        | Campeonato Brasileiro        | —      | —  | —  | — |   |
| 43 | 19 de julho     | São Paulo                    | PD     | Corinthians                  | Cícero Pompeu de Toledo (MorumBIS)                                 | Campeonato Brasileiro        | —      | —  | —  | — |   |
| 44 | 23 de julho     | Corinthians                  | PD     | Cruzeiro                     | Neo Química Arena                                                  | Campeonato Brasileiro        | —      | —  | —  | — |   |
| 45 | 26 de julho     | Botafogo                     | PD     | Corinthians                  | Olímpico Nilton Santos (Engenhão)                                  | Campeonato Brasileiro        | —      | —  | —  | — |   |
| 46 | 30 de julho     | Corinthians                  | PD     | Palmeiras                    | Neo Química Arena                                                  | Copa do Brasil               | —      | —  | —  | — |   |
| 47 | 3 de agosto     | Corinthians                  | PD     | Fortaleza                    | Neo Química Arena                                                  | Campeonato Brasileiro        | —      | —  | —  | — |   |
| 48 | 7 de agosto     | Palmeiras                    | PD     | Corinthians                  | Allianz Parque                                                     | Copa do Brasil               | —      | —  | —  | — |   |
| 49 | 10 de agosto    | Juventude                    | PD     | Corinthians                  | Alfredo Jaconi                                                     | Campeonato Brasileiro        | —      | —  | —  | — |   |
| 50 | 17 de agosto    | Corinthians                  | PD     | Bahia                        | Neo Química Arena                                                  | Campeonato Brasileiro        | —      | —  | —  | — |   |
| 51 | 24 de agosto    | Vasco da Gama                | PD     | Corinthians                  | São Januário                                                       | Campeonato Brasileiro        | —      | —  | —  | — |   |
| 52 | 31 de agosto    | Corinthians                  | PD     | Palmeiras                    | Neo Química Arena                                                  | Campeonato Brasileiro        | —      | —  | —  | — |   |
| 53 | 14 de setembro  | Fluminense                   | PD     | Corinthians                  | Jornalista Mário Filho (Maracanã)                                  | Campeonato Brasileiro        | —      | —  | —  | — |   |
| 54 | 21 de setembro  | Sport                        | PD     | Corinthians                  | Adelmar da Costa Carvalho (Ilha do Retiro)                         | Campeonato Brasileiro        | —      | —  | —  | — |   |
| 55 | 28 de setembro  | Corinthians                  | PD     | Flamengo                     | Neo Química Arena                                                  | Campeonato Brasileiro        | —      | —  | —  | — |   |
| 56 | 1 de outubro    | Internacional                | PD     | Corinthians                  | José Pinheiro Borda (Beira-Rio)                                    | Campeonato Brasileiro        | —      | —  | —  | — |   |
| 57 | 16 de outubro   | Corinthians                  | PD     | Mirassol                     | Neo Química Arena                                                  | Campeonato Brasileiro        | —      | —  | —  | — |   |
| 58 | 26 de outubro   | Santos                       | PD     | Corinthians                  | Urbano Caldeira (Vila Belmiro)                                     | Campeonato Brasileiro        | —      | —  | —  | — |   |
| 59 | 5 de novembro   | Corinthians                  | PD     | Atlético Mineiro             | Neo Química Arena                                                  | Campeonato Brasileiro        | —      | —  | —  | — |   |
| 60 | 19 de novembro  | Vitória                      | PD     | Corinthians                  | Manoel Barradas (Barradão)                                         | Campeonato Brasileiro        | —      | —  | —  | — |   |
| 61 | 23 de novembro  | Corinthians                  | PD     | Grêmio                       | Neo Química Arena                                                  | Campeonato Brasileiro        | —      | —  | —  | — |   |
| 62 | 30 de novembro  | Red Bull Bragantino          | PD     | Corinthians                  | Nabi Abi Chedid                                                    | Campeonato Brasileiro        | —      | —  | —  | — |   |
| 63 | 3 de dezembro   | Corinthians                  | PD     | Ceará                        | Neo Química Arena                                                  | Campeonato Brasileiro        | —      | —  | —  | — |   |
| 64 | 7 de dezembro   | Corinthians                  | PD     | São Paulo                    | Neo Química Arena                                                  | Campeonato Brasileiro        | —      | —  | —  | — |   |
| 65 | 10 de dezembro  | Cruzeiro                     | PD     | Corinthians                  | Governador Magalhães Pinto (Mineirão)                              | Campeonato Brasileiro        | —      | —  | —  | — |   |
| 66 | 14 de dezembro  | Corinthians                  | PD     | Botafogo                     | Neo Química Arena                                                  | Campeonato Brasileiro        | —      | —  | —  | — |   |
| 67 | 17 de dezembro  | Fortaleza                    | PD     | Corinthians                  | Governador Plácido Castelo (Arena Castelão)                        | Campeonato Brasileiro        | —      | —  | —  | — |   |
| 68 | 21 de dezembro  | Corinthians                  | PD     | Juventude                    | Neo Química Arena                                                  | Campeonato Brasileiro        | —      | —  | —  | — |   |

## Uniforme
Fornecedor
- Nike

Patrocinadores
| - Esportes da Sorte (máster) até julho de 2027 - Banco BMG (mangas) até dezembro de 2026 - Appgas (peito) até fevereiro de 2026 - Kasinski Consórcio (meiões), estampado como "ksk Consórcio", até dezembro de 2025 - EZZE Seguros (parte superior das costas) até dezembro de 2025 | - Elétrica AREA (parte inferior das costas) até dezembro de 2025 - UniCesumar (parte frontal do calção) até dezembro de 2025 - Viva Sorte (omoplata), estampado como "Viva Timão", até abril de 2025 |

| Cores do Time · Cores do Time · Cores do Time · Cores do Time · Cores do Time | Cores do Time · Cores do Time · Cores do Time · Cores do Time · Cores do Time | Cores do Time · Cores do Time · Cores do Time · Cores do Time · Cores do Time |
| Uniforme titular                                                              | Uniforme alternativo                                                          | Uniforme alternativo                                                          |
| Cores do Time · Cores do Time · Cores do Time · Cores do Time · Cores do Time |                                                                               |                                                                               |
| Uniforme titular                                                              |                                                                               |                                                                               |
| (até 26 de abril)                                                             |                                                                               |                                                                               |

## Elenco
Última atualização: 8 de agosto de 2025.

### Entradas
| Jogador           | Pos. | Clube anterior   | Data de chegada                                  | Ref.   |
| ----------------- | ---- | ---------------- | ------------------------------------------------ | ------ |
| João Pedro Tchoca | Z    | Ceará            | 1 de janeiro de 2025 (volta de empréstimo)       | [ 95 ] |
| Cacá              | Z    | Tokushima Vortis | 10 de janeiro de 2025 (comprado após empréstimo) | [ 96 ] |
| Fabrizio Angileri | LE   | Getafe           | 27 de fevereiro de 2025 (comprado)               | [ 97 ] |

### Saídas
| Jogador        | Pos. | Clube de destino | Data de saída                            | Ref.    |
| -------------- | ---- | ---------------- | ---------------------------------------- | ------- |
| Matheus Araujo | M    | Ceará            | 31 de dezembro de 2024 (fim de contrato) | [ 98 ]  |
| Ruan Oliveira  | M    | Metropolitano    | 31 de dezembro de 2024 (fim de contrato) | [ 99 ]  |
| Caetano        | Z    | Nenhum           | 31 de dezembro de 2024 (fim de contrato) | [ 100 ] |
| Fagner         | LD   | Cruzeiro         | 3 de janeiro de 2025 (empréstimo)        | [ 101 ] |
| Pedro Henrique | A    | Ceará            | 10 de janeiro de 2025 (vendido)          | [ 102 ] |
| Roni           | M    | Mirassol         | 10 de janeiro de 2025 (vendido)          | [ 103 ] |
| Pedro Raul     | A    | Ceará            | 22 de fevereiro de 2025 (empréstimo)     | [ 104 ] |

Legenda
| - – jogadores que retornam de empréstimo | - – jogadores emprestados |

## Mudanças de Técnicos
| Técnico         | Clube Anterior     | Período             | Período             | Ref.               |
| Técnico         | Clube Anterior     | Admissão            | Demissão            | Ref.               |
| --------------- | ------------------ | ------------------- | ------------------- | ------------------ |
| Ramón Díaz      | Vasco da Gama      | 10 de julho de 2024 | 17 de abril de 2025 | [ 105 ] [ nota 2 ] |
| Ramón Díaz      | Vasco da Gama      | (3 meses e 16 dias) |                     | [ 105 ] [ nota 2 ] |
| Orlando Ribeiro | Corinthians sub-20 | 17 de abril de 2025 | 27 de abril de 2025 | [ 106 ]            |
| Orlando Ribeiro | Corinthians sub-20 | (10 dias)           |                     | [ 106 ]            |
| Dorival Júnior  | Seleção Brasileira | 28 de abril de 2025 | —                   | [ 107 ]            |
| Dorival Júnior  | Seleção Brasileira | (3 meses e 13 dias) |                     | [ 107 ]            |

### Linha do Tempo
| Técnicos efetivos | Técnicos interinos |

## Estatísticas

### Artilharia e Assistências
| P. | Jogador          | Jogador | Copa Libertadores | Copa Libertadores | Copa Sul-Americana | Copa Sul-Americana | Copa do Brasil | Copa do Brasil | Campeonato Brasileiro | Campeonato Brasileiro | Campeonato Paulista | Campeonato Paulista | Total | Total |
| P. | Nome             | Pos.    | G                 | A                 | G                  | A                  | G              | A              | G                     | A                     | G                   | A                   | G     | A     |
| -- | ---------------- | ------- | ----------------- | ----------------- | ------------------ | ------------------ | -------------- | -------------- | --------------------- | --------------------- | ------------------- | ------------------- | ----- | ----- |
| 1  | Yuri Alberto     | A       | 2                 | —                 | —                  | —                  | 1              | —              | 5                     | 1                     | 5                   | —                   | 13    | 1     |
| 2  | Memphis          | A       | —                 | 2                 | 1                  | —                  | —              | —              | 3                     | 3                     | 2                   | 5                   | 6     | 10    |
| 3  | Ángel Romero     | A       | —                 | —                 | 1                  | —                  | —              | —              | —                     | 1                     | 4                   | 2                   | 5     | 3     |
| 3  | Talles Magno     | A       | —                 | —                 | —                  | —                  | —              | 1              | —                     | —                     | 5                   | 1                   | 5     | 2     |
| 5  | Matheus Bidu     | LE      | 1                 | —                 | 1                  | —                  | —              | —              | —                     | 1                     | 1                   | 2                   | 3     | 3     |
| 5  | Igor Coronado    | M       | —                 | —                 | —                  | —                  | —              | —              | 1                     | —                     | 2                   | —                   | 3     | —     |
| 7  | André Carrillo   | M       | 2                 | 1                 | —                  | 1                  | —              | —              | —                     | —                     | —                   | —                   | 2     | 2     |
| 7  | Héctor Hernández | A       | —                 | —                 | —                  | 1                  | 1              | —              | 1                     | —                     | —                   | —                   | 2     | 1     |
| 7  | Alex Santana     | V       | —                 | —                 | —                  | —                  | —              | —              | —                     | —                     | 2                   | —                   | 2     | —     |
| 7  | Raniele          | V       | —                 | —                 | 1                  | —                  | —              | —              | —                     | —                     | 1                   | —                   | 2     | —     |
| 11 | José Martínez    | V       | —                 | —                 | —                  | —                  | —              | —              | —                     | 1                     | 1                   | 1                   | 1     | 2     |
| 11 | Rodrigo Garro    | M       | —                 | 1                 | —                  | —                  | —              | —              | —                     | —                     | 1                   | 1                   | 1     | 2     |
| 11 | Breno Bidon      | V       | —                 | —                 | —                  | —                  | —              | —              | 1                     | 1                     | —                   | —                   | 1     | 1     |
| 11 | Cacá             | Z       | —                 | —                 | —                  | —                  | —              | —              | 1                     | —                     | —                   | —                   | 1     | —     |
| 11 | Félix Torres     | Z       | 1                 | —                 | —                  | —                  | —              | —              | —                     | —                     | —                   | —                   | 1     | —     |
| 11 | João Pedro       | Z       | —                 | —                 | —                  | —                  | —              | —              | —                     | —                     | 1                   | —                   | 1     | —     |
| 11 | Matheuzinho      | LD      | —                 | —                 | 1                  | —                  | —              | —              | —                     | —                     | —                   | —                   | 1     | —     |
| 11 | Pedro Raul       | A       | —                 | —                 | —                  | —                  | —              | —              | —                     | —                     | 1                   | —                   | 1     | —     |
| —  | Angileri         | LE      | —                 | —                 | —                  | —                  | —              | —              | —                     | —                     | —                   | 2                   | —     | 2     |
| —  | Charles          | V       | —                 | —                 | —                  | —                  | —              | —              | —                     | —                     | —                   | 1                   | —     | 1     |
| —  | Giovane          | A       | —                 | —                 | —                  | —                  | —              | —              | —                     | —                     | —                   | 1                   | —     | 1     |
| —  | Gustavo Henrique | Z       | —                 | 1                 | —                  | —                  | —              | —              | —                     | —                     | —                   | —                   | —     | 1     |
| —  | Léo Maná         | LD      | —                 | —                 | —                  | —                  | —              | —              | —                     | 1                     | —                   | —                   | —     | 1     |
| —  | Maycon           | V       | —                 | —                 | —                  | 1                  | —              | —              | —                     | —                     | —                   | —                   | —     | 1     |
| —  | Ryan             | V       | —                 | —                 | —                  | —                  | —              | —              | —                     | —                     | —                   | 1                   | —     | 1     |

### Cartões
| P. | Jogador          | Jogador | Copa Libertadores             | Copa Libertadores | Copa Libertadores | Copa Sul-Americana            | Copa Sul-Americana | Copa Sul-Americana | Copa do Brasil                | Copa do Brasil | Copa do Brasil | Campeonato Brasileiro         | Campeonato Brasileiro | Campeonato Brasileiro | Campeonato Paulista           | Campeonato Paulista | Campeonato Paulista | Total                         | Total | Total   |
| P. | Nome             | Pos.    | Penalizado com cartão amarelo |                   | Expulso           | Penalizado com cartão amarelo |                    | Expulso            | Penalizado com cartão amarelo |                | Expulso        | Penalizado com cartão amarelo |                       | Expulso               | Penalizado com cartão amarelo |                     | Expulso             | Penalizado com cartão amarelo |       | Expulso |
| -- | ---------------- | ------- | ----------------------------- | ----------------- | ----------------- | ----------------------------- | ------------------ | ------------------ | ----------------------------- | -------------- | -------------- | ----------------------------- | --------------------- | --------------------- | ----------------------------- | ------------------- | ------------------- | ----------------------------- | ----- | ------- |
| 1  | José Martínez    | V       | 1                             | —                 | —                 | 1                             | —                  | —                  | —                             | —              | —              | 4                             | —                     | —                     | 4                             | 1                   | 1                   | 10                            | 1     | 1       |
| 2  | Raniele          | V       | —                             | —                 | —                 | 3                             | —                  | —                  | 1                             | —              | —              | 2                             | —                     | —                     | 2                             | —                   | —                   | 8                             | —     | —       |
| 3  | Yuri Alberto     | A       | 1                             | —                 | —                 | 1                             | —                  | —                  | —                             | —              | —              | 2                             | —                     | —                     | 3                             | 1                   | —                   | 7                             | 1     | —       |
| 4  | André Ramalho    | Z       | —                             | —                 | —                 | 1                             | —                  | —                  | —                             | —              | —              | 3                             | —                     | —                     | 3                             | —                   | —                   | 7                             | —     | —       |
| 5  | Cacá             | Z       | —                             | —                 | —                 | 1                             | —                  | —                  | 1                             | —              | —              | 2                             | —                     | —                     | 2                             | —                   | —                   | 6                             | —     | —       |
| 5  | Matheuzinho      | LD      | —                             | —                 | —                 | 1                             | —                  | —                  | —                             | —              | —              | 4                             | —                     | —                     | 1                             | —                   | —                   | 6                             | —     | —       |
| 7  | Félix Torres     | Z       | 1                             | —                 | —                 | —                             | —                  | 1                  | —                             | —              | —              | 1                             | —                     | —                     | 3                             | 1                   | —                   | 5                             | 1     | 1       |
| 8  | Alex Santana     | V       | —                             | —                 | —                 | —                             | —                  | —                  | —                             | —              | —              | —                             | —                     | —                     | 5                             | —                   | —                   | 5                             | —     | —       |
| 9  | André Carrillo   | M       | —                             | —                 | —                 | 3                             | —                  | —                  | —                             | —              | —              | —                             | —                     | —                     | 1                             | —                   | —                   | 4                             | —     | —       |
| 9  | Angileri         | LE      | —                             | —                 | —                 | —                             | —                  | —                  | —                             | —              | —              | 1                             | —                     | —                     | 3                             | —                   | —                   | 4                             | —     | —       |
| 9  | Breno Bidon      | V       | —                             | —                 | —                 | 1                             | —                  | —                  | —                             | —              | —              | 3                             | —                     | —                     | —                             | —                   | —                   | 4                             | —     | —       |
| 9  | Charles          | V       | —                             | —                 | —                 | 2                             | —                  | —                  | —                             | —              | —              | 1                             | —                     | —                     | 1                             | —                   | —                   | 4                             | —     | —       |
| 9  | Memphis          | A       | —                             | —                 | —                 | 1                             | —                  | —                  | —                             | —              | —              | 2                             | —                     | —                     | 1                             | —                   | —                   | 4                             | —     | —       |
| 9  | Rodrigo Garro    | M       | 2                             | —                 | —                 | —                             | —                  | —                  | —                             | —              | —              | 1                             | —                     | —                     | 1                             | —                   | —                   | 4                             | —     | —       |
| 15 | Ángel Romero     | A       | —                             | —                 | —                 | —                             | —                  | —                  | —                             | —              | —              | 2                             | —                     | —                     | 1                             | —                   | —                   | 3                             | —     | —       |
| 15 | Hugo Souza       | G       | 1                             | —                 | —                 | —                             | —                  | —                  | 1                             | —              | —              | 1                             | —                     | —                     | —                             | —                   | —                   | 3                             | —     | —       |
| 15 | João Pedro       | Z       | —                             | —                 | —                 | —                             | —                  | —                  | —                             | —              | —              | 2                             | —                     | —                     | 1                             | —                   | —                   | 3                             | —     | —       |
| 15 | Ryan             | V       | —                             | —                 | —                 | —                             | —                  | —                  | —                             | —              | —              | 1                             | —                     | —                     | 2                             | —                   | —                   | 3                             | —     | —       |
| 15 | Talles Magno     | M       | 1                             | —                 | —                 | —                             | —                  | —                  | —                             | —              | —              | 1                             | —                     | —                     | 1                             | —                   | —                   | 3                             | —     | —       |
| 20 | Gustavo Henrique | Z       | 2                             | —                 | —                 | —                             | —                  | —                  | —                             | —              | —              | —                             | —                     | —                     | —                             | —                   | —                   | 2                             | —     | —       |
| 20 | Hugo             | LE      | 1                             | —                 | —                 | —                             | —                  | —                  | —                             | —              | —              | —                             | —                     | —                     | 1                             | —                   | —                   | 2                             | —     | —       |
| 20 | Igor Coronado    | M       | —                             | —                 | —                 | —                             | —                  | —                  | —                             | —              | —              | 1                             | —                     | —                     | 1                             | —                   | —                   | 2                             | —     | —       |
| 23 | Leo Maná         | LD      | —                             | —                 | —                 | 1                             | —                  | —                  | —                             | —              | —              | —                             | —                     | —                     | —                             | —                   | —                   | 1                             | —     | —       |
| 23 | Matheus Donelli  | G       | —                             | —                 | —                 | —                             | —                  | —                  | —                             | —              | —              | 1                             | —                     | —                     | —                             | —                   | —                   | 1                             | —     | —       |
| 23 | Maycon           | V       | —                             | —                 | —                 | —                             | —                  | —                  | 1                             | —              | —              | —                             | —                     | —                     | —                             | —                   | —                   | 1                             | —     | —       |
| 23 | Pedro Raul       | A       | —                             | —                 | —                 | —                             | —                  | —                  | —                             | —              | —              | —                             | —                     | —                     | 1                             | —                   | —                   | 1                             | —     | —       |
| —  | Dorival Júnior   | T       | —                             | —                 | —                 | —                             | —                  | —                  | —                             | —              | —              | 1                             | —                     | —                     | —                             | —                   | —                   | 1                             | —     | —       |
| —  | Ramón Díaz       | T       | —                             | —                 | —                 | —                             | —                  | —                  | —                             | —              | —              | —                             | —                     | 1                     | —                             | —                   | —                   | —                             | —     | 1       |